# フィドラー・オン・ザ・ルーフ (屋根の上のヴァイオリン弾き)
『フィドラー・オン・ザ・ルーフ (屋根の上のヴァイオリン弾き)』（原題：Cannonball Adderley's Fiddler on the Roof）は、アメリカ合衆国のジャズ・サクソフォーン奏者、キャノンボール・アダレイが1964年に録音・発表したスタジオ・アルバム。

## 解説
1964年9月22日にブロードウェイで初演されたミュージカル『屋根の上のバイオリン弾き』の音楽を取り上げた作品で、初演から1か月足らずで録音を終えた。収録曲「屋根の上のヴァイオリン弾き」は、実際のミュージカルでは「Tradition」という曲名となっており、「ソーイング・マシン」はブロードウェイでの初演前に外された曲だが、アダレイがこの曲を気に入っていたため、本作に収録された。再発CDには1964年9月録音のボーナス・トラックが4曲追加され、チャールス・ロイド作曲の「スイート・ジョージア・ブライト」と「アイランド・ブルース」は未発表音源で、「リトル・ボーイ・ウィズ・ザ・サッド・アイズ」と「グッドバイ・チャーリー」は、シングル（カタログ番号：Capitol 5281）として発表された。
スコット・ヤナウはオールミュージックにおいて5点満点中4点を付け「この意外性に満ちた作品の全編において、アダレイのアルトの演奏は実に創造的なため、このLPの8曲が、いずれもアダレイの永続的なレパートリーとならなかったのは不思議である」と評している。

## 収録曲
特記なき楽曲はシェルドン・ハーニックとジェリー・ボックの共作。
1. 屋根の上のヴァイオリン弾き - "Fiddler on the Roof" - 7:23
2. 人生に乾杯 - "To Life" - 5:07
3. 安息日の祈り - "Sabbath Prayer" - 3:19
4. チャバラ - "Chavalah" - 2:56
5. ソーイング・マシン - "Sewing Machine" - 3:35
6. ナウ・アイ・ハヴ・エヴリシング - "Now I Have Everything" - 4:10
7. 愛しているかい? - "Do You Love Me" - 5:02
8. 結婚仲介人（マッチメイカー）の歌 - "Matchmaker" - 5:34

### 2003年再発CDボーナス・トラック
4曲とも1964年9月8日に録音された。
1. スイート・ジョージア・ブライト - "Sweet Georgia Bright" (Charles Lloyd) - 5:37
2. アイランド・ブルース - "Island Blues" (C. Lloyd) - 2:25
3. リトル・ボーイ・ウィズ・ザ・サッド・アイズ - "Little Boy with the Sad Eyes" (Nat Adderley) - 2:26
4. グッドバイ・チャーリー - "Goodbye Charlie" (André Previn, Dory Langdon) - 2:52

## 参加ミュージシャン
- キャノンボール・アダレイ - アルト・サクソフォーン
- チャールス・ロイド - テナー・サクソフォーン、フルート
- ナット・アダレイ - コルネット、トランペット
- ジョー・ザヴィヌル - ピアノ
- サム・ジョーンズ - ベース
- ルイス・ヘイズ - ドラムス